# Museu do Holocausto de Curitiba
O Museu do Holocausto de Curitiba é um museu localizado na cidade de Curitiba, capital do estado brasileiro do Paraná.
Inaugurado em 20 de novembro de 2011, é o primeiro dessa temática no Brasil, tendo objetivo de recordar o Holocausto através da memória das vítimas e sobreviventes, além de utilizá-lo como exemplo na luta contra o ódio, a intolerância, o racismo e o preconceito.
A ideia do projeto do Museu do Holocausto de Curitiba surgiu do empresário Miguel Krigsner, presidente da Associação Casa de Cultura Beit Yaacov e fundador do grupo O Boticário. Filho e genro de sobreviventes do Holocausto, Miguel Krigsner contou com a parceria da Base7 Projetos Culturais, empresa localizada em São Paulo.
A cerimônia oficial de abertura do museu foi realizada em 20 de novembro de 2011 e a solenidade contou com a presença da então ministra da Secretaria Especial de Direitos Humanos da Presidência da República, Maria do Rosário; do governador do Estado do Paraná, Beto Richa; do embaixador do Estado de Israel no Brasil, Rafael Elad; e do então prefeito de Curitiba, Luciano Ducci.